# Австралия на зимних Олимпийских играх
Впервые Австралия выступила на зимних Олимпийских играх в 1936 году, в Гармиш-Партенкирхене, и впоследствии участвовала в каждых зимних Олимпийских играх за исключением игр 1948 года в Санкт-Морице.

## История

### Раннее участие
Зимними видами спорта в Австралии традиционно занимались летом, а интерес и поддержка зимних видов раньше переживала рост. Решения Австралийской Олимпийской Федерации (англ. Australian Olympic Federation, сейчас — Олимпийский комитет Австралии) позволили начать тренироваться в зимних видах спорта, но как правило это происходило летом.
Первые зимние Олимпийские игры прошли в 1924 году. Австралия впервые выступила на зимних Олимпийских играх в 1936 году, где её единственный представитель, Кеннет Кеннеди, участвовал в соревнованиях по конькобежному спорту.
Кеннеди пришёл 33-м и в беге на 1500 м, и на 5000, и таким образом был в конце турнирной таблицы. Он был на самообеспечении — вспомогательного персонала у него не было, хотя АФК официально санкционировала поездку Кеннеди на зимнюю Олимпиаду.

## Результаты

### Медалисты
| Медаль  | Имя                                                       | Игры              | Вид спорта        | Соревнование                    |
| ------- | --------------------------------------------------------- | ----------------- | ----------------- | ------------------------------- |
| Бронза  | Стивен Брэдбери Киран Хансен Эндрю Мёрта Ричард Низильски | Лиллехаммер’94    | Шорт-трек         | Мужская эстафета на 5000 метров |
| Бронза  | Зали Стеггалл                                             | Нагано’98         | Горнолыжный спорт | Женский слалом                  |
| Золото  | Стивен Брэдбери                                           | Солт-Лейк-Сити’02 | Шорт-трек         | 1000 метров, мужчины            |
| Золото  | Алиса Кэмплин                                             | Солт-Лейк-Сити’02 | Фристайл          | Женская акробатика              |
| Золото  | Дейл Бегг-Смит                                            | Турин’06          | Фристайл          | Мужской могул                   |
| Бронза  | Алиса Кэмплин                                             | Турин’06          | Фристайл          | Женская акробатика              |
| Золото  | Тора Брайт                                                | Ванкувер’10       | Сноубординг       | Женский хафпайп                 |
| Золото  | Лидия Лассила                                             | Ванкувер’10       | Фристайл          | Женская акробатика              |
| Серебро | Дейл Бегг-Смит                                            | Ванкувер’10       | Фристайл          | Мужской могул                   |
| Золото  | Зои Садовски-Синнотт                                      | Пекин’22          | Сноубординг       | Женский слоупстайл              |

### Медали
| Год  | Золото | Серебро | Бронза | Всего | Место |
| ---- | ------ | ------- | ------ | ----- | ----- |
| 1994 | 0      | 0       | 1      | 1     | 22    |
| 1998 | 0      | 0       | 1      | 1     | 22    |
| 2002 | 2      | 0       | 0      | 2     | 15    |
| 2006 | 1      | 0       | 1      | 2     | 17    |
| 2010 | 2      | 1       | 0      | 3     | 13    |